# Liste des monuments classés d'Ixelles
Cet article recense le patrimoine immobilier protégé à Ixelles. Le patrimoine immobilier protégé fait partie du patrimoine culturel en Belgique.
|    | Le bien                                                                                                   | Date de clas.               | Année     | Architecte                                    | Style                                 | Adresse | Coordonnées                 | ID                      | Photo                                                                             |  |
| -- | --- | --------------------------- | --------- | --------------------------------------------- | ------------------------------------- | --- | --------------------------- | ----------------------- | --------------------------------------------------------------------------------- |  |
| 1  | Abbaye de la Cambre - église, cloître et presbytère avec leurs dépendances                                | 30 juin 1953                |           |                                               | Classicisme                           | Abbaye de la Cambre, Square de la Croix-Rouge, rue du Monastere, avenue Emile Duray                                              | 50° 49′ 07″ N, 4° 22′ 29″ E | 2071-0002/0             |                                                                                   |  |
| 2  | Abbaye de la Cambre - ensemble des bâtiments, de l'enclos et de ses abords                                | 6 mai 1993                  |           |                                               | Abbaye                                | Abbaye de la Cambre, Allée du Cloitre, Rue du Monastere, Avenue Emile de Mot, Avenue Emile Duray, Square de la Croix-rouge       | 50° 49′ 07″ N, 4° 22′ 29″ E | 2071-0019/0             |                                                                                   |  |
| 3  | Ancien atelier d'artiste                                                                                  | 23 octobre 1997             |           |                                               | Éclectisme                            | Rue Isidore Verheyden 15 | 50° 49′ 57″ N, 4° 21′ 42″ E | 2071-0079/0             |                                                                                   |  |
| 4  | Ancien atelier et habitation de Clas Grüner Sterner                                                       | 23 octobre 2003             | 1902      | Ernest Delune                                 | Art nouveau                           | Rue du Lac 6, rue de la Vallée 5                                                                                                 | 50° 49′ 27″ N, 4° 22′ 15″ E | 2071-0119/0             |                                                                                   |  |
| 5  | Ancien Institut National de Radiodiffusion (I.N.R.)                                                       | 28 avril 1994               | 1933-1938 | Joseph Diongre                                | Modernisme, Art déco                  | Place Eugene Flagey 18 | 50° 49′ 37″ N, 4° 22′ 22″ E | 2071-0022/0             |                                                                                   |  |
| 6  | Ancien Institut chirurgical du Docteur Depage et ancien Institut National du Sang                         | 16 février 2006             | 1926      | Jean-Baptiste Dewin                           | Art déco, Art nouveau                 | Rue Joseph Stallaert 1, place Georges Brugmann 29                                                                                | 50° 49′ 00″ N, 4° 21′ 16″ E | 2071-0124/0             |                                                                                   |  |
| 7  | Ancienne fabrique de porcelaines Vermeren-Coché (actuellement maison Demeuldre-Coché)                     | 26 juin 1997                | 1870      |                                               | Éclectisme, Art nouveau               | Chaussée de Wavre 143, rue Georges Lorand                                                                                        | 50° 50′ 08″ N, 4° 22′ 10″ E | 2071-0063/0             |                                                                                   |  |
| 8  | Ancienne Laiterie du Vieux Tilleul et Auberge de Boondael                                                 | 16 juillet 1998             | 1904      |                                               | Architecture rurale                   | Square du Vieux Tilleul 11 - 12                                                                                                  | 50° 48′ 26″ N, 4° 23′ 31″ E | 2071-0083/0             | Ancienne Laiterie du Vieux Tilleul et Auberge de Boondael Square du Vieux Tilleul |  |
| 9  | Ancienne pharmacie et maison de Max Blieck                                                                | 8 mai 2008                  | 1905      | Ernest Bliek                                  | Art nouveau                           | Boulevard General Jacques 74 | 50° 49′ 09″ N, 4° 22′ 48″ E | 2071-0143/0             |                                                                                   |  |
| 10 | Ancienne poissonnerie du quartier Léopold                                                                 | 18 mars 2004                | 1906      |                                               | Art nouveau                           | Rue du Trone 65, place de Londres                                                                                                | 50° 50′ 17″ N, 4° 22′ 06″ E | 2071-0043/1             |                                                                                   |  |
| 11 | Anciens atelier et habitation du charbonnier Anciens atelier et habitation du charbonnier Édouard Taymans | 14 mars 1996                | 1906-1912 | Paul Hamesse                                  | Art nouveau                           | Rue des Champs-Élysées 6 A - 6                                                                                                   | 50° 49′ 55″ N, 4° 21′ 58″ E | 2071-0071/0             |                                                                                   |  |
| 12 | Aubette de tram                                                                                           | 20 avril 2006               |           |                                               | Aubette                               | Place Marie-Jose | 50° 48′ 22″ N, 4° 23′ 18″ E | 2071-0039/0             |                                                                                   |  |
| 13 | Aulne à feuilles cordées (Alnus cordata)                                                                  | 13 juillet 2006             |           |                                               | Arbre remarquable                     | Rue de l'Arbre bénit | 50° 50′ 06″ N, 4° 21′ 50″ E | 2071-0053/0             |                                                                                   |  |
| 14 | Bâtiment du Rectorat de la Vrije Universiteit Brussel                                                     | 27 septembre 2007           | 1974-1978 | Renaat Braem                                  | Contemporain                          | Boulevard de la Plaine 2 | 50° 49′ 17″ N, 4° 23′ 37″ E | 2071-0168/0             |                                                                                   |  |
| 15 | Crèche Le Nid                                                                                             | 28 avril 2011               | 1911      | Fernand Symons                                | Art nouveau                           | Rue du Nid 9 - 13 | 50° 49′ 34″ N, 4° 22′ 28″ E | 2071-0166/0             |                                                                                   |  |
| 16 | Église de la Sainte-Trinité                                                                               | 10 novembre 1955            |           | Jules-Jacques Van Ysendyck, Jacques Franquart | Néo-baroque flamand, Baroque flamand  | Parvis de la Trinite | 50° 49′ 30″ N, 4° 21′ 30″ E | 2071-0003/0             |                                                                                   |  |
| 17 | Église Saint-Boniface                                                                                     | 18 mars 1999                | 1846-1849 | Joseph Dumont                                 | Néo-gothique                          | Rue de la Paix 21 A - 23 | 50° 50′ 08″ N, 4° 21′ 55″ E | 2071-0103/0             |                                                                                   |  |
| 18 | Ensemble de maisons Art nouveau                                                                           | 5 mars 1998                 | 1900      | Ernest Blerot                                 | Art nouveau                           | Rue Saint-Boniface 15 - 19, rue Saint-Boniface 20 - 22, rue Ernest Solvay 12 - 22, rue Ernest Solvay 19                          | 50° 50′ 10″ N, 4° 21′ 52″ E | 2071-0106/0             |                                                                                   |  |
| 19 | Ensemble de maisons Art nouveau                                                                           | 15 juin 2006                | 1903-1905 | Benjamin De Lestré                            | Art nouveau                           | Boulevard General Jacques 186 - 188                                                                                              | 50° 49′ 15″ N, 4° 23′ 07″ E | 2071-0135/0             |                                                                                   |  |
| 20 | Ensemble de maisons néoclassiques - place du Luxembourg                                                   | 11 septembre 1992           | 1854      | Antoine Trappeniers, L. Mors                  | Néo-classicisme                       | Place du Luxembourg 1 - 14, rue du Luxembourg 64 - 66, rue du Luxembourg 49 - 51, rue d'Arlon 11, Rue                            | 50° 50′ 21″ N, 4° 22′ 22″ E | 2071-0029/0             |                                                                                   |  |
| 21 | Erable à feuilles palmées (Acer palmatum)                                                                 | 13 juillet 2006             |           |                                               | Arbre remarquable                     | Rue Franz Merjay 188 | 50° 48′ 53″ N, 4° 21′ 05″ E | 2071-0144/0             |                                                                                   |  |
| 22 | Érable champêtre                                                                                          |                             |           |                                               | Arbre remarquable                     | Avenue Guillaume Gilbert 120 | 50° 48′ 38″ N, 4° 23′ 13″ E |                         |                                                                                   |  |
| 23 | Érable plane (Acer platanoides)                                                                           | 27 mars 2014                |           |                                               | Arbre remarquable                     | Rue du Trone 156 | 50° 50′ 07″ N, 4° 22′ 21″ E | 2071-0188/0             |                                                                                   |  |
| 24 | Érable plane (Acer platanoïdes)                                                                           | 17 juillet 2008             |           |                                               | Arbre remarquable                     | Avenue General Medecin Derache 45                                                                                                | 50° 48′ 59″ N, 4° 23′ 11″ E | 2071-0164/0             |                                                                                   |  |
| 25 | Étangs d'Ixelles                                                                                          | 18 novembre 1976            |           |                                               | Parc                                  | Avenue des Eperons d'ora, avenue Geo Bernier, avenue des Klauwaerts, Avenue du General de Gaulle, avenue de l'Hippodrome, Rue Du | 50° 49′ 32″ N, 4° 22′ 19″ E | 2071-0006/0             |                                                                                   |  |
| 26 | Frêne commun                                                                                              | 13 mars 2003                |           |                                               | Arbre remarquable                     | Rue du Prevot 116 | 50° 49′ 14″ N, 4° 21′ 43″ E | 2071-0109/0             |                                                                                   |  |
| 27 | Gare d'Etterbeek                                                                                          |                             |           |                                               | Non défini                            | Boulevard General Jacques 263f                                                                                                   | 50° 49′ 20″ N, 4° 23′ 22″ E | 2071-0181/0             |                                                                                   |  |
| 28 | Gare du Luxembourg - Quartier Léopold                                                                     | 21 novembre 1991            | 1854-1855 | Gustave Saintenoy                             | Éclectisme                            | Rue de Treves 1 A | 50° 50′ 16″ N, 4° 22′ 24″ E | 2071-0021/0             |                                                                                   |  |
| 29 | Ginkgo (Ginkgo biloba) et Hêtre pourpre (Fagus sylvatica f.purpurea)                                      | 13 juillet 2006             |           |                                               | Arbre remarquable                     | Rue de L'abbaye 26 | 50° 49′ 08″ N, 4° 22′ 04″ E | 2071-0149/0             |                                                                                   |  |
| 30 | Ginkgo (Ginkgo biloba)                                                                                    | 13 juillet 2006             |           |                                               | Arbre remarquable                     | Rue de la Croix 37, rue Mercelis 32                                                                                              | 50° 49′ 53″ N, 4° 21′ 56″ E | 2071-0146/0             |                                                                                   |  |
| 31 | Hêtre commun (Fagus sylvatica)                                                                            | 3 septembre 2009            |           |                                               | Arbre remarquable                     | Rue Franz Merjay 69 | 50° 49′ 11″ N, 4° 21′ 13″ E | 2071-0165/0             |                                                                                   |  |
| 32 | Hêtre pourpre (Fagus sylvatica f. purpurea)                                                               | 13 juillet 2006             |           |                                               | Arbre remarquable                     | Avenue de la Couronne 26 - 28 | 50° 49′ 55″ N, 4° 22′ 34″ E | 2071-0148/0             |                                                                                   |  |
| 33 | Hêtre Pourpre (Fagus sylvatica f. purpurea)                                                               | 13 juillet 2006             |           |                                               | Arbre remarquable                     | Haussee de Vleurgat 80 - 82 | 50° 49′ 31″ N, 4° 22′ 10″ E | 2071-0145/0             |                                                                                   |  |
| 34 | Hêtre pourpre (Fagus sylvatica f. purpurea)                                                               | 18 novembre 2013            |           |                                               | Arbre remarquable                     | Rue du Chatelain 22 | 50° 49′ 32″ N, 4° 21′ 45″ E | 2071-0180/0             |                                                                                   |  |
| 35 | Hêtre pourpre (Fagus sylvatica f. purpurea)                                                               | 13 mars 2003                |           |                                               | Arbre remarquable                     | Rue Francois Stroobant 8 | 50° 49′ 09″ N, 4° 21′ 16″ E | 2071-0111/0             |                                                                                   |  |
| 36 | Hôtel Albert Ciamberlani                                                                                  | 12 janvier 1983             | 1897      | Paul Hankar                                   | Art nouveau                           | Rue Defacqz 48 | 50° 49′ 40″ N, 4° 21′ 35″ E | 2071-0009/0             |                                                                                   |  |
| 37 | Hôtel du baron Buffin                                                                                     | 15 juin 2006                | 1905      | Henri Jacobs                                  | Art nouveau                           | Rue Caroly 19 | 50° 50′ 18″ N, 4° 22′ 11″ E | 2071-0138/0             |                                                                                   |  |
| 38 | Hôtel de ville et son jardin - ancienne demeure Charles de Beriot et la Malibran                          | 13 avril 1995               | 1833      |                                               | Néo-classicisme                       | Chaussee d'ixelles 168, place Fernand Cocq                                                                                       | 50° 49′ 58″ N, 4° 22′ 02″ E | 2071-0064/0             |                                                                                   |  |
| 39 | Hôtel René Janssens                                                                                       | 12 novembre 1998            | 1905      | Paul Hankar                                   | Art nouveau                           | Rue Defacqz 50 | 50° 49′ 40″ N, 4° 21′ 35″ E | 2071-0107/0             |                                                                                   |  |
| 40 | Hôtel José Ciamberlani et ses écuries                                                                     | 7 juin 2001                 | 1900      | Paul Hankar                                   | Art nouveau                           | Rue Paul Emile Janson 23 - 25 | 50° 49′ 39″ N, 4° 21′ 37″ E | 2071-0108/0             |                                                                                   |  |
| 41 | Hôtel Petrucci-Wolfers                                                                                    | 24 septembre 2015           | 1924-1926 | Jean-Jules Eggericx                           | Modernisme                            | Rue de Praetere 18 - 20 | 50° 49′ 01″ N, 4° 22′ 11″ E | 2071-0174/0             |                                                                                   |  |
| 42 | Maison Watteyne                                                                                           | 15 juin 2006                | 1901      | Franz Tilley                                  | Art nouveau                           | Avenue de la Couronne 206 | 50° 49′ 39″ N, 4° 22′ 56″ E | 2071-0139/0             |                                                                                   |  |
| 43 | Immeuble à appartements Art déco                                                                          | 16 mars 1995                | 1929      | Joe Ramaekers                                 | Art déco, modernisme                  | Avenue Molière 210, rue Joseph Stallaert                                                                                         | 50° 48′ 56″ N, 4° 21′ 19″ E | 2071-0036/0             |                                                                                   |  |
| 44 | Le tilleul, situé à côté de la chapelle de Boondael, à Ixelles (Boendael)                                 | 21 décembre 1936            |           |                                               | Arbre remarquable                     | Square du Vieux Tilleul | 50° 48′ 28″ N, 4° 23′ 31″ E | 2071-0001/0             |                                                                                   |  |
| 45 | Le Tonneau                                                                                                | 19 avril 2007               | 1939-1940 | Jean-Florian Collin, Stanislas Jasinski       | Modernisme                            | Avenue du General de Gaulle 51                                                                                                   | 50° 49′ 18″ N, 4° 22′ 24″ E | 2071-0154/0             |                                                                                   |  |
| 46 | L'Œuvre du Calvaire, le jardin et l'allée pavée bordée de tilleuls                                        | 29 avril 1999               |           |                                               | Éclectisme classicisant               | Haussee de Wavre 249, rue Limauge 14 A - 14                                                                                      | 50° 50′ 09″ N, 4° 22′ 37″ E | 2071-0099/0             |                                                                                   |  |
| 47 | Maison Beukman                                                                                            | 7 décembre 1981             | 1900      | Albert Roosenboom                             | Art nouveau                           | Rue Faider 83 | 50° 49′ 37″ N, 4° 21′ 34″ E | 2071-0008/0             |                                                                                   |  |
| 48 | Maison Art nouveau                                                                                        | 28 avril 1994               | 1900      | Ernest Blerot                                 | Art nouveau                           | Boulevard General Jacques 36 | 50° 49′ 05″ N, 4° 22′ 44″ E | 2071-0033/0             |                                                                                   |  |
| 49 | Maison Art nouveau                                                                                        | 10 juin 1993                | 1902      | Ernest Blerot                                 | Art nouveau                           | Rue Vilain XIII 11 | 50° 49′ 25″ N, 4° 22′ 18″ E | 2071-0025/0             |                                                                                   |  |
| 50 | Maison Art nouveau                                                                                        | 15 mars 1993                | 1902      | Ernest Blerot                                 | Art nouveau                           | Rue Vilain XIII 9 | 50° 49′ 25″ N, 4° 22′ 19″ E | 2071-0010/0             |                                                                                   |  |
| 51 | Maison Art nouveau                                                                                        | 10 octobre 2002             | 1903      | Ernest Blerot                                 | Art nouveau                           | Rue de la Vallée 40 | 50° 49′ 24″ N, 4° 22′ 16″ E | 2071-0117/0             |                                                                                   |  |
| 52 | Maison Art nouveau                                                                                        | 19 février 1998             | 1907      | Victor Taelemans                              | Art nouveau                           | Rue Ernest Solvay 32 | 50° 50′ 12″ N, 4° 21′ 53″ E | 2071-0105/0             |                                                                                   |  |
| 53 | Maison Art nouveau                                                                                        | 10 octobre 1996             | 1910      | Jean-Baptiste Dewin                           | Éclectisme, Art nouveau               | Avenue Moliere 172 | 50° 48′ 57″ N, 4° 21′ 10″ E | 2071-0093/0             |                                                                                   |  |
| 54 | Maison personnelle de l'architecte Aimable Delune                                                         | 23 février 2006             | 1903      | Aimable Delune                                | Art nouveau                           | Rue Van Elewyck 41 | 50° 49′ 41″ N, 4° 22′ 09″ E | 2071-0141/0             |                                                                                   |  |
| 55 | Maison personnelle et atelier de Constantin Meunier                                                       | 16 octobre 1997             | 1899      | Ernest Delune                                 | Éclectisme                            | Rue de L'abbaye 59 | 50° 49′ 09″ N, 4° 22′ 02″ E | 2071-0075/0             |                                                                                   |  |
| 56 | Maison personnelle et atelier du sculpteur Alfred Crick                                                   | 6 novembre 1997             | 1891      | Paul Hankar                                   | Éclectisme                            | Rue Simonis 64 | 50° 49′ 32″ N, 4° 21′ 38″ E | 2071-0077/0             |                                                                                   |  |
| 57 | Maison personnelle de Guillaume Des Marez                                                                 | 28 avril 1994               | 1905      | A. Willaert                                   | Néo-gothique                          | Avenue des Klauwaerts 11 | 50° 49′ 19″ N, 4° 22′ 29″ E | 2071-0028/0             |                                                                                   |  |
| 58 | Maison personnelle de l'architecte Adrien Blomme                                                          | 5 juin 1997                 | 1908      | Adrien Blomme                                 | Éclectisme                            | Rue des Mélèzes, Rue Américaine 205                                                                                              | 50° 49′ 17″ N, 4° 21′ 53″ E | 2071-0041/0             |                                                                                   |  |
| 59 | Maison personnelle de l'architecte Adrien Blomme                                                          | 5 juin 1997                 | 1913      | Adrien Blomme                                 | Éclectisme                            | Avenue Geo Bernier 13 | 50° 49′ 13″ N, 4° 22′ 33″ E | 2071-0092/0             |                                                                                   |  |
| 60 | Maison personnelle de l'architecte Antoine Pompe                                                          | 5 juin 1997                 | 1895      |                                               | Éclectisme                            | Rue du Chatelain 47 | 50° 49′ 32″ N, 4° 21′ 43″ E | 2071-0090/0             |                                                                                   |  |
| 61 | Maison personnelle de l'architecte Georges Hobé                                                           | 5 juin 1997                 | 1913      | Georges Hobé                                  | Art nouveau, Beaux-Arts               | | 50° 49′ 44″ N, 4° 22′ 01″ E | 2071-0091/0             |                                                                                   |  |
| 62 | Maison personnelle de l'architecte Octave Van Rysselberghe                                                | 5 juin 1997                 | 1912      | Octave Van Rysselberghe                       | Art nouveau                           | Rue de Livourne 83 | 50° 49′ 41″ N, 4° 21′ 39″ E | 2071-0085/0             |                                                                                   |  |
| 63 | Maison personnelle de l'architecte Paul Saintenoy                                                         | 2 juillet 1992              | 1897      | Paul Saintenoy                                | Éclectisme, Art nouveau, néo-gothique | Rue de L'arbre Benit 123 | 50° 49′ 50″ N, 4° 21′ 50″ E | 2071-0023/0             |                                                                                   |  |
| 64 | Maison personnelle de l'écrivain et critique d'art Sander Pierron                                         | 19 février 1998             | 1903-1904 | Victor Horta                                  | Art nouveau                           | Rue de L'aqueduc 157 | 50° 49′ 25″ N, 4° 21′ 42″ E | 2071-0104/0             |                                                                                   |  |
| 65 | Maison personnelle et atelier du peintre Géo Bernier                                                      | 3 juillet 1997              | 1902-1904 | Alban Chambon                                 | Art nouveau                           | Rue de la Reforme 4 | 50° 49′ 15″ N, 4° 21′ 18″ E | 2071-0074/0             |                                                                                   |  |
| 66 | Maison personnelle et atelier du peintre Lemmers                                                          | 18 novembre 1976            | 1904      | Gabriel Charle                                | Éclectisme                            | Rue de la Reforme 74 | 50° 49′ 11″ N, 4° 21′ 31″ E | 2071-0005/0             |                                                                                   |  |
| 67 | Maison personnelle et atelier du peintre Paul Mathieu                                                     | 6 novembre 1997             | 1905      | Emile Lambot                                  | Éclectisme                            | Rue Americaine 172 | 50° 49′ 18″ N, 4° 21′ 51″ E | 2071-0073/0             |                                                                                   |  |
| 68 | Maison personnelle et atelier du peintre Paul Verdussen                                                   | 11 mars 1999                | 1901      | Paul Hamesse                                  | Art nouveau                           | Avenue Brugmann 211 | 50° 48′ 55″ N, 4° 20′ 56″ E | 2071-0110/0             |                                                                                   |  |
| 69 | Maisons jumelées Art nouveau                                                                              | 30 mars 1989                | 1904      | Ernest Blerot                                 | Art nouveau                           | Avenue du General de Gaulle 38 - 39                                                                                              | 50° 49′ 26″ N, 4° 22′ 20″ E | 2071-0016/0             |                                                                                   |  |
| 70 | Maisons jumelées néoclassiques                                                                            | 14 septembre 2000           | 1877      |                                               | Néo-classicisme                       | Rue Caroly 23 - 25 | 50° 50′ 19″ N, 4° 22′ 12″ E | 2071-0113/0             |                                                                                   |  |
| 71 | Maison Wolfers                                                                                            | 4 octobre 1983              | 1930      | Henry Van de Velde                            | Modernisme                            | Rue Alphonse Renard 60, rue Jean-baptiste Colyns                                                                                 | 50° 49′ 01″ N, 4° 21′ 31″ E | 2071-0011/0             |                                                                                   |  |
| 72 | Marronnier commun (Aesculus hippocastanum)                                                                | 13 mars 2003                |           |                                               | Arbre remarquable                     | Avenue de L'hippodrome 28 | 50° 49′ 24″ N, 4° 22′ 31″ E | 2071-0112/0             |                                                                                   |  |
| 73 | Musée Wiertz et son jardin                                                                                | 23 octobre 1997             |           |                                               | Bâtiment et jardin                    | Rue Vautier 62 | 50° 50′ 14″ N, 4° 22′ 33″ E | 2071-0076/0             |                                                                                   |  |
| 74 | Noyer commun                                                                                              | 28 mars 2013                |           |                                               | Arbre remarquable                     | Rue Mignot Delstanche 98 | 50° 48′ 57″ N, 4° 21′ 30″ E | 2071-0185/0             |                                                                                   |  |
| 75 | Palais de la Folle Chanson                                                                                | 25 octobre 2001 8 août 1988 | 1925      | Antoine Courtens                              | Art déco                              | Boulevard General Jacques 2, avenue de la Folle Chanson                                                                          | 50° 49′ 01″ N, 4° 22′ 40″ E | 2071-0017/1 2071-0017/0 |                                                                                   |  |
| 76 | Pâtisserie "Aux caprices du Bailli"                                                                       | 17 février 2011             | 1890      |                                               | Néo-classicisme, Art nouveau          | Rue du Bailli 75 | 50° 49′ 33″ N, 4° 21′ 36″ E | 2071-0172/0             |                                                                                   |  |
| 77 | Peuplier d'Italie (Populus nigra var. Italica)                                                            | 29 mars 2007                |           |                                               | Arbre remarquable                     | Rue du Vivier 73 | 50° 49′ 55″ N, 4° 22′ 51″ E | 2071-0152/0             |                                                                                   |  |
| 78 | Pin noir (Pinus nigra)                                                                                    | 13 juillet 2006             |           |                                               | Arbre remarquable                     | Chaussée de Boitsfort 32 - 34 | 50° 48′ 25″ N, 4° 23′ 38″ E | 2071-0147/0             |                                                                                   |  |
| 79 | Piscine communale d'Ixelles                                                                               | 20 septembre 2007           | 1904      | J. Rau, Alexandre Cooreman                    | Architecture industrielle             | Rue de la Natation 10 | 50° 49′ 57″ N, 4° 22′ 43″ E | 2071-0167/0             |                                                                                   |  |
| 80 | Platane d'Orient                                                                                          | 27 mars 2014                | 1905      | Louis Vander Swaelmen                         | Arbre remarquable                     | Avenue du Derby 12 | 50° 48′ 19″ N, 4° 23′ 19″ E | 2071-0187/0             |                                                                                   |  |
| 81 | Pont Couronne - au-dessus de la rue Gray                                                                  |                             |           |                                               | Archéologie industrielle              | Rue Gray, Avenue de la Couronne                                                                                                  | 50° 49′ 53″ N, 4° 22′ 37″ E | 2071-0072/0             |                                                                                   |  |
| 82 | Résidence Albert et Léopold                                                                               | 28 mars 1996                | 1934-1937 | Jean-Jules Eggericx, Raphaël Verwilghen       | Modernisme                            | Square de Meeus 22a - 22b, Rue du Luxembourg 27 - 29, Square de Meeus 23 - 24, Rue du Luxembourg 32                              | 50° 50′ 22″ N, 4° 22′ 12″ E | 2043-0319/0             |                                                                                   |  |
| 83 | Résidence de la Cambre                                                                                    | 14 juillet 2005             | 1938      | Marcel Peeters                                | Modernisme                            | Boulevard General Jacques 20 | 50° 49′ 02″ N, 4° 22′ 41″ E | 2071-0125/0             |                                                                                   |  |
| 84 | Salle Akarova                                                                                             | 7 mai 1992                  | 1937      | Jean-Jules Eggericx                           | Modernisme                            | Avenue de L'Hippodrome 72 | 50° 49′ 19″ N, 4° 22′ 33″ E | 2071-0027/0             |                                                                                   |  |
| 85 | Séquoia géant (Sequoiadendron giganteum)                                                                  | 13 juillet 2006             |           |                                               | Arbre remarquable                     | Avenue d'Italie 27 | 50° 48′ 19″ N, 4° 23′ 27″ E | 2071-0060/0             |                                                                                   |  |
| 86 | Square de Meeûs - Ixelles                                                                                 | 8 novembre 1972             |           |                                               | Square                                | Square de Meeus | 50° 50′ 24″ N, 4° 22′ 10″ E | 2071-0004/0             |                                                                                   |  |